# Der ungebetene Gast
Der ungebetene Gast ist ein deutscher Fernsehfilm in zwei Teilen von Peter Wekwerth. Die literarische Vorlage lieferte der Schweizer Schriftsteller Arthur Honegger mit seinem Roman Wenn sie morgen kommen. Sie wurde von der DEFA im Auftrag des Fernsehens der DDR produziert.

## Handlung
Das deutsche Ehepaar Anna und Robert Zodinger befindet sich auf der Flucht vor den Nazis in Deutschland und die beiden emigrieren in die Schweiz. Für den ehemaligen Redakteur Zodinger würde eine Auslieferung nach Deutschland die Haft im KZ oder gar den Tod bedeuten. Der alte Webherr Stutz schützt die beiden, auch gegen die Anfeindungen durch seinen Schwiegersohn Hilber. Hilber, der sich mit seiner Weberei in wirtschaftlichen Schwierigkeiten befindet, macht Geschäfte mit Nazideutschland und kann unter seinem Dach keine Emigranten gebrauchen. Immer auf der Flucht, verdient Anna den Lebensunterhalt als Serviererin. Robert wird nach dem Einmarsch der Nazis in Frankreich im Tessin interniert. Im Lager erkrankt er und nachdem die Schweizer Behörden seine Ausweisung beschlossen haben, besorgen ihm Freunde einen Pass für eine Reise nach Moskau. Doch es ist zu spät: Auf der Fahrt durch die Schweizer Alpen verstirbt er in den Armen seiner Frau Anna.

## Kritiken
„DDR-Fernsehfilm, der das soziale und charakterliche Spektrum sowohl der Exilierten als auch ihrer Gastgeber differenziert darzustellen versucht.“

## Hintergrund
Die Romanvorlage von Arthur Honegger zeichnet ein lebendiges und vielschichtiges Bild des Lebens in der neutralen Schweiz in den Jahren um 1940. Vor allem wird die Angst der Schweizer Bevölkerung thematisiert, nach der Besetzung Frankreichs ebenfalls Ziel der deutschen Besatzer zu werden. Unter den Charakteren gibt es die Nazigegner genauso wie die Mitläufer und die skrupellosen Geschäftemacher. In der filmischen Umsetzung wird die Geschichte aus der Sicht des deutschen Emigrantenpaares Zodinger erzählt, die im Roman eigentlich nicht vorkommen.

## Ausstrahlung
Die Erstausstrahlung der beiden Teile des Films erfolgte am 25. Dezember 1981 (Teil 1) und am 27. Dezember 1981 (Teil 2) im 1. Programm des Fernsehens der DDR.